# Gimnastyka na Igrzyskach Europejskich 2019
Zawody gimnastyczne na Igrzyskach Europejskich w 2019 r. w Mińsku na Białorusi odbyły się w dniach 22-30 czerwca 2019 r. w Mińsk Arena. Łącznie rozegrano 32 konkurencje w pięciu dyscyplinach: gimnastyce sportowej, artystycznej, skokach na trampolinie, aerobiku sportowym i gimnastyce akrobatycznej. 

## Kwalifikacja
286 zawodników zakwalifikowało się do zawodów gimnastycznych. Kwalifikacje były oparte na wynikach Mistrzostw Świata lub Mistrzostw Europy w tej dyscyplinie. 
| Zdarzenie                                          | Data                   | Miejsce spotkania |
| -------------------------------------------------- | ---------------------- | ----------------- |
| Mistrzostwa Europy w Skokach na Trampolinie 2018   | 12–15 kwietnia 2018 r. | Baku              |
| Mistrzostwa Świata w Gimnastyce Akrobatycznej 2018 | 13–15 kwietnia 2018 r. | Antwerpia         |
| Mistrzostwa Świata w Aerobiku 2018                 | 1–3 czerwca 2018 r.    | Guimarães         |
| Mistrzostwa Europy w Gimnastyce Artystycznej 2018  | 1–3 czerwca 2018 r.    | Guadalajara       |
| Mistrzostwa Europy w Gimnastyce Sportowej 2018     | 2–12 sierpnia 2018 r.  | Glasgow           |
| Mistrzostwa Europy w Gimnastyce Sportowej 2019     | 10–14 kwietnia 2019 r. | Szczecin          |

## Medaliści i medalistki

### Gimnastyka akrobatyczna
Grupy kobiet
| Konkurencja      | Złoto    | Srebro     | Brąz       |
| ---------------- | -------- | ---------- | ---------- |
| Wielobój         | Belgia   | Portugalia | Białoruś   |
| Układ statyczny  | Białoruś | Belgia     | Portugalia |
| Układ dynamiczny | Belgia   | Portugalia | Białoruś   |

Pary mieszane
| Konkurencja      | Złoto    | Srebro      | Brąz        |
| ---------------- | -------- | ----------- | ----------- |
| Wielobój         | Rosja    | Azerbejdżan | Białoruś    |
| Układ statyczny  | Białoruś | Rosja       | Azerbejdżan |
| Układ dynamiczny | Rosja    | Azerbejdżan | Białoruś    |

### Aerobik
| Konkurencja    | Złoto  | Srebro   | Brąz    |
| -------------- | ------ | -------- | ------- |
| Pary mieszane  | Włochy | Rumunia  | Rosja   |
| Grupy mieszane | Rosja  | Bułgaria | Rumunia |

### Gimnastyka sportowa
Mężczyźni indywidualnie
| Konkurencja            | Złoto           | Srebro               | Brąz               |
| ---------------------- | --------------- | -------------------- | ------------------ |
| Wielobój               | Dawid Bielawski | Ołeh Werniajew       | Władisław Polaszow |
| Ćwiczenia na parkiecie | Emil Soravuo    | Giarnni Regini-Moran | Petro Pachniuk     |
| Koń z łękami           | Dawid Bielawski | Ołeh Werniajew       | Andrej Lichowicki  |
| Kółka                  | Marco Lodadio   | Wahagyn Dawtian      | Ihor Radiwiłow     |
| Skoki                  | Artur Dawtian   | Dmitrij Łankin       | Ihor Radiwiłow     |
| Poręcze                | Ołeh Werniajew  | Marios Jeorjiu       | Ferhat Arıcan      |
| Drążek gimnastyczny    | Robert Tworogal | Ahmet Önder          | Dávid Vecsernyés   |

Kobiety indywidualnie
| Konkurencja            | Złoto               | Srebro             | Brąz                   |
| ---------------------- | ------------------- | ------------------ | ---------------------- |
| Wielobój               | Angelina Melnikowa  | Lorette Charpy     | Diana Warinska         |
| Skoki                  | Teja Belak          | Angelina Melnikowa | Sára Péter             |
| Poręcze asymetryczne   | Angelina Melnikowa  | Beckie Downie      | Anastasija Alistratawa |
| Równoważnia            | Nina Derwael        | Angelina Melnikowa | Diana Warinska         |
| Ćwiczenia na parkiecie | Anastasia Bachynska | Aneta Holasová     | Jessica Castles        |

### Gimnastyka artystyczna
Kobiety indywidualnie
| Konkurencja          | Złoto         | Srebro            | Brąz              |
| -------------------- | ------------- | ----------------- | ----------------- |
| Wielobój             | Dina Awierina | Linoy Ashram      | Kaciaryna Hałkina |
| Ćwiczenia z hula hop | Dina Awierina | Kaciaryna Hałkina | Włada Nikolczenko |
| Ćwiczenia z piłką    | Linoy Ashram  | Katrin Tasewa     | Dina Awierina     |
| Maczugi              | Linoy Ashram  | Dina Awierina     | Włada Nikolczenko |
| Ćwiczenia ze wstążką | Dina Awierina | Linoy Ashram      | Katrin Tasewa     |

Grupy kobiet
| Konkurencja                                      | Złoto    | Srebro   | Brąz     |
| ------------------------------------------------ | -------- | -------- | -------- |
| Wielobój                                         | Białoruś | Bułgaria | Rosja    |
| Ćwiczenia z pięcioma piłkami                     | Rosja    | Bułgaria | Białoruś |
| Ćwiczenia z trzema hula hop i czterema maczugami | Białoruś | Ukraina  | Bułgaria |

### Trampolina
| Konkurencja              | Złoto                                       | Srebro                                   | Brąz                                    |
| ------------------------ | ------------------------------------------- | ---------------------------------------- | --------------------------------------- |
| Mężczyźni indywidualnie  | Uładzisłau Hanczarou                        | Michaił Melnik                           | Diogo Ganchinho                         |
| Mężczyźni synchronicznie | Polska Łukasz Jaworski Artur Zakrzewski     | Ukraina Anton Dawydenko Mykoła Prostorow | Francja Sébastien Martiny Allan Morante |
| Kobiety indywidualnie    | Léa Labrousse                               | Luba Golowina                            | Hanna Hanczarowa                        |
| Kobiety synchronicznie   | Białoruś Hanna Hanczarowa Maria Macharynska | Ukraina Maryna Kyiko Switłana Małkowa    | Rosja Irina Kundius Jana Pawłowa        |

## Źródła
1. ↑  2ND EUROPEAN GAMES 2019 MINSK, BELARUS [online], minsk2019.by [dostęp 2019-07-10] (ang.).
2. ↑  UEG Gymnastics [online], www.ueg.org [dostęp 2019-07-11] (ang.).
3. ↑  Fédération Internationale de Gymnastique [online], live.fig-gymnastics.com [dostęp 2019-07-11].
4. ↑  UEG Gymnastics [online], www.ueg.org [dostęp 2019-07-11] (ang.).